# Haber-Boschproces
Het Haber-Boschproces is het meestgebruikte proces voor de industriële, chemische synthese van ammoniak. Hierbij wordt een zuurstofvrij gasmengsel van stikstofgas en waterstofgas in contact gebracht met een katalysator, in de vorm van deeltjes vaste ijzer, en onder hoge druk verhit. Het proces is in 1909 door Fritz Haber en Carl Bosch ontwikkeld, en in 1910 gepatenteerd.
Van de wereldwijd jaarlijks geproduceerde ammoniak, wordt 80% gebruikt voor de productie van stikstofkunstmest, in de vorm van ammoniumnitraat, ureum en watervrije ammoniak.

## Ontwikkeling
In juli 1909 slaagde Fritz Haber (1868-1934) erin de synthese van ammoniak tot stand te brengen in een laboratorium. Vier jaar later had het Duitse chemiebedrijf BASF het proces verbeterd, waardoor ammoniak op grote schaal, en economisch rendabel geproduceerd kon worden. Bij BASF was de inzet van ingenieur Carl Bosch (1874-1940) essentieel om dit mogelijk te maken. Het Birkeland-Eydeproces was al bekend, maar het energieverbruik van het Haber-Boschproces was een factor vier lager, waardoor de industriële productie van ammoniak economisch rendabel werd.
Op industriële schaal werd het proces voor het eerst door de Duitsers gebruikt, tijdens de Eerste Wereldoorlog. Duitsland importeerde zijn nitraat tot dan toe uit Chili (chilisalpeter), maar door de oorlog en de grote vraag naar munitie, en door de onzekere aanvoer, was er behoefte aan een alternatieve bron. De geproduceerde ammoniak kon worden geoxideerd tot stikstofdioxide door middel van het Ostwaldproces, en het daaruit gevormde salpeterzuur kon voor de vervaardiging van explosieven worden gebruikt.
De ammoniakproductie nam pas echt een grote vlucht na de Tweede Wereldoorlog. De wereldwijde productie van ammoniak steeg van 4,8 miljoen ton in 1950, naar 85,7 miljoen ton in 2000, en tot 100,5 miljoen ton in 2010. Hiervan werd zo'n 75% gebruikt in de kunstmest-industrie. Het Haber-Boschproces nam een steeds groter aandeel in deze productie. In 1920 werd 20% van alle ammoniak geproduceerd met dit proces, in 1950 was dit al 77% en in 1970 was meer dan 96%. Vanaf 1990 wordt meer dan 99% van de ammoniak geproduceerd op basis van het Haber-Boschproces.

## Chemische principe van de ammoniaksynthese
De globale reactie die in het Haber-Boschproces leidt tot de vorming van ammoniak, is exotherm (ΔH = -92 kJ/mol):
{\displaystyle {\ce {N2 + 3H2 -> 2NH3}}}
Eén molecuul distikstof reageert met drie moleculen diwaterstof tot twee moleculen ammoniak. Moleculaire stikstof is zeer weinig reactief. De reden hiervoor is de sterke drievoudige binding in moleculaire stikstof, die het een zeer inerte chemische stof maakt. De reactie van moleculaire stikstof met waterstof genereert een verbinding, ammoniak, die een stikstofbron vormt voor organismen en gebruikt wordt in de landbouw, en als grondstof in de chemische industrie. Voor het breken van de drievoudige binding wordt gebruikgemaakt van een katalysator in de vorm van fijne ijzerdeeltjes, met daaraan toegevoegd kleine hoeveelheden kaliumoxide en aluminiumoxide. De katalysator versnelt de reactiesnelheid aanzienlijk. 
Tegelijkertijd vindt echter ook de omgekeerde reactie plaats. Bij hoge temperatuur verschuift het chemisch evenwicht naar de kant van de moleculaire stikstof en moleculaire waterstof, maar de reactie verloopt wel veel sneller. Dat is een probleem omdat de ammoniakproductie bij lage temperatuur zeer langzaam verloopt (nadelige kinetiek). Hier komt het principe van Le Chatelier goed van pas. Bij de ammoniakproductie zijn er 4 gasmoleculen aan het begin van de reactie, en aan het eind nog maar 2. De reactie zal onder hoge druk dus zijn evenwicht naar de kant zien verschuiven met de minste moleculen, die van de ammoniak. De optimale combinatie van druk en temperatuur is 15 tot 25 MPa (150-250 atmosfeer) en een temperatuur tussen de 400 en 550°C.

## Procesverloop van de industriële ammoniaksynthese

Het Haber-Boschproces produceert ammoniak en kooldioxide uit aardgas, lucht en stoom.

De benodigde stikstof komt uit de lucht. In de lucht zit ongeveer 78% stikstofgas en 21% zuurstofgas. De zuurstof moet eerst verwijderd worden. Daartoe wordt lucht over hete cokes geleid. Daarbij reageert alle zuurstof uit de lucht met de koolstof van de cokes en ontstaat koolstofmonoxide:
{\displaystyle {\ce {4N2 + O2 + 2C -> 4N2 + 2CO}}}
(Tegenwoordig wordt, in plaats van cokes, meestal methaan (CH4) uit aardgas gebruikt, om met de luchtzuurstof te reageren)
Hierna wordt er waterdamp door het reactiemengsel gepompt en verhit tot stoom. Vervolgens reageert dit 'watergas' met koolstofmonoxide tot koolstofdioxide en waterstofgas:
{\displaystyle {\ce {H2O + CO -> H2 + CO2}}}
Het gevormde koolstofdioxide wordt uit het gasmengsel gewassen ('scrubber' in afbeelding) met water. Het overgebleven gasmengsel van N2 en H2 wordt naar de productieplaats ('reactor') gepompt, voor de uiteindelijke synthese van ammoniak: 
{\displaystyle {\ce {N2 + 3H2 -> 2NH3}}}

## Toepassingen
Ammoniak is een belangrijke chemische stof, die gebruikt wordt voor de productie van stikstofhoudende meststoffen en vele andere stikstofhoudende chemicaliën. 
Op jaarbasis wordt er ongeveer 176 miljoen ton ammoniak geproduceerd. Het is een energie-intensief proces waarbij 1,8% van de mondiale energie wordt verbruikt. De meeste energie wordt ingezet voor de productie van waterstof, hiervoor wordt hoofdzakelijk aardgas gebruikt, maar in de Volksrepubliek China ook steenkool. De uitstoot van koolstofdioxide (CO2) is zo'n 500 miljoen ton op jaarbasis, wat gelijkstaat aan 1,8% van de wereldwijde uitstoot. De uitstoot bij het verbranden van steenkool ligt zo'n tweemaal zo hoog als bij aardgas. Waterstofproductie via de elektrolyse van water is nog niet kostenefficiënt (te duur), maar er zijn al proefopstellingen voor "green ammoniak", waarbij de waterstof wordt geproduceerd met behulp van windenergie.
Jaarlijks wordt ongeveer 80% van de ammoniak gebruikt voor de productie van stikstofkunstmest, voornamelijk onder de vorm van watervrij ammoniak, ammoniumnitraat en ureum. Grote kunstmestfabrikanten zoals CF Industries en Yara behoren ook tot de grotere ammoniakproducenten. Indirect is deze kunstmest verantwoordelijk voor het voeden van ongeveer een derde van de wereldbevolking. Opmerkelijk is ook dat de invoering van dit industriële proces leidde tot de nitraatcrisis in Chili door het sluiten van de guanomijnen, die niet langer winstgevend waren.